# Policial bom/policial mau
Policial bom/policial mau é uma tática psicológica utilizada em negociações e interrogatórios, na qual uma equipe de duas pessoas adota abordagens opostas ao interrogar seu sujeito. Um interrogador adota um comportamento hostil ou acusatório, enfatizando ameaças de punição, enquanto o outro adota um comportamento mais simpático, enfatizando recompensa, a fim de convencer o sujeito a cooperar. É uma instância do Método Reid.

## Técnica
O "policial mau" assume uma postura agressiva e negativa em relação ao sujeito, fazendo acusações flagrantes, comentários depreciativos, ameaças e, em geral, criando antipatia com o sujeito. Isso prepara o terreno para o "bom policial" agir com simpatia, parecendo solidário e compreensivo e, em geral, mostrando simpatia pelo sujeito. O policial bom defende o sujeito do policial mau. O sujeito pode se sentir capaz de cooperar com o policial bom, seja por confiança ou por medo do policial mau e pode então buscar a proteção do policial bom e fornecer as informações que os interrogadores estão procurando. A ordem também pode ser invertida. Quando realizado dessa maneira, o policial bom tentará ganhar a confiança do alvo. Se isso falhar, o policial mau intimidará o sujeito para fazê-lo ceder sob pressão.[carece de fontes?]
A desvantagem dessa técnica é que ela pode ser facilmente identificada, e o “policial mau” pode alienar o sujeito.